# Придніпровська сільська рада (Нікопольський район)
| Придніпровська сільська рада — колишній орган місцевого самоврядування у Нікопольському районі Дніпропетровської області з адміністративним центром у с. Придніпровське. Сільській раді підпорядковані населені пункти: - с. Придніпровське - с-ще Кам'янське - с. Мусіївка |

## Склад ради
Рада складається з 30 депутатів та голови.

## Керівний склад сільської ради
| ПІБ                               | Основні відомості                                                         | Дата обрання | Дата звільнення |
| --------------------------------- | ------------------------------------------------------------------------- | ------------ | --------------- |
| Прокопенко Олександр Анатолійович | Сільський голова, 1973 року народження, освіта, безпартійний              | 26.03.2006   | 31.10.2010      |
| Прокопенко Олександр Анатолійович | Сільський голова, 1973 року народження, освіта вища, член Партії регіонів | 31.10.2010   |                 |

Примітка: таблиця складена за даними джерела